# 森訥堡
森訥堡（丹麥語：Sønderborg，丹麥語發音：[ˈsønɐˌpɒˀ]）是丹麥阿爾斯島上的一座城镇，森訥堡市鎮的行政中心。